# Уффинг-ам-Штаффельзе
Уффинг-ам-Штаффельзе (нем. Uffing am Staffelsee) — община в Германии, в земле Бавария. Расположен на реке Ах недалеко от озера Штаффельзе.
Подчиняется административному округу Верхняя Бавария. Входит в состав района Гармиш-Партенкирхен.  Население составляет 2978 человек (на 31 декабря 2010 года). Занимает площадь 43,00 км².